# Xingning
Xingning léase Sing-Ning (en chino, 兴宁区; pinyin, Xīngníng qū) es un distrito urbano bajo la administración directa de la Prefectura Nanning en la Región autónoma de Guangxi, República Popular China. Su área es de 722 km² y su población total para 2020 superó los 600 mil habitantes.

## Administración
El distrito de Xingning se divide en 6 pueblos que se administran en 3 subdistritos y 3 poblados.